# Conlie
Conlie település Franciaországban, Sarthe megyében. Lakosainak száma 1828 fő (2022. január 1.). Conlie Neuvillalais, Tennie, Cures, Domfront-en-Champagne, Mézières-sous-Lavardin és Bernay-Neuvy-en-Champagne községekkel határos.

## Népesség
A település népességének változása:
| Lakosok száma | 1865 | 1864 | 1909 | 1899 | 1881 | 1863 | 1845 | 1835 | 1828 |
|               | 2013 | 2015 | 2016 | 2017 | 2018 | 2019 | 2020 | 2021 | 2022 |